# FK Babrungas
A FK Babrungas (lt. Futbolo klubas Babrungas) egy litván labdarúgócsapat Plungėban. A klubot 1935-ben alapították, jelenleg az első osztályban szerepel, ahová 2020-ban jutott fel.

## Név változtatások
A klub története során több név változtatáson is átesett:
- 1942—1947:	Babrungas
- 1948—1955:	Spartakas
- 1956—1972:	Linų audiniai
- 1973—1989:	Kooperatininkas
- 1990—1993:	Robotas
- 1994:    Babrungas

## Litván bajnokság
| Szezon    | Szint | Līga    | Helyezés | web   | Jegyzetek |
| --------- | ----- | ------- | -------- | ----- | --------- |
| 1956      | 1.    | A klasė | 1.       | [ 1 ] |           |
| 1957      | 1.    | A klasė | 3.       |       |           |
| 1958      | 1.    | A klasė | 7.       |       |           |
| 1958–1959 | 1.    | A klasė | 4.       |       |           |
| 1959–1960 | 1.    | A klasė | 3.       |       |           |
| 1960–1961 | 1.    | A klasė | 5.       |       |           |

| Szezon | Szint | Līga                 | Helyezés | web         | Jegyzetek                 |
| ------ | ----- | -------------------- | -------- | ----------- | ------------------------- |
| 2016   | 3.    | Antra lyga (Vakarai) | 4.       | [ 2 ]       |                           |
| 2017   | 3.    | Antra lyga (Vakarai) | 9.       | [ 3 ]       |                           |
| 2018   | 3.    | Antra lyga (Vakarai) | 2.       | [ 4 ]       |                           |
| 2019   | 3.    | Antra lyga (Vakarai) | 5.       | [ 5 ]       |                           |
| 2020   | 3.    | Antra lyga (Vakarai) | 6.       | [ 6 ]       | feljutott az Pirma lygába |
| 2021   | 2.    | Pirma lyga           | 8.       | [ 7 ] [ 8 ] |                           |
| 2022   | 2.    | Pirma lyga           | 6.       |             |                           |
| 2023   | 2.    | Pirma lyga           | 5.       | [ 9 ]       |                           |
| 2024   | 2.    | Pirma lyga           | 3.       | [ 10 ]      |                           |
| 2025   | 2.    | Pirma lyga           | .        | [ 11 ]      |                           |

## Trófeák
- Aukščiausia lyga (D1): 1

1956

## Jelenlegi keret
2024. juni 30-i állapotnak megfelelően.
| 1  | LTU | K  | Tadas Aleksandravičius  |  |  |  |  |  |
| 44 | BRA | K  | Maycon Morales          |  |  |  |  |  |
| 99 | LTU | K  | Ernestas Žymantas       |  |  |  |  |  |
|    |     |    |                         |  |  |  |  |  |
| 5  | ANG | V  | Salomão Kabula          |  |  |  |  |  |
| 9  | LTU | V  | Aurelijus Barusas       |  |  |  |  |  |
| 13 | LTU | V  | Vytautas Birškys (kap.) |  |  |  |  |  |
| 15 | LTU | V  | Matas Jaudzemas         |  |  |  |  |  |
|    |     |    |                         |  |  |  |  |  |
| 3  | LTU | KP | Kostas Paplauskas       |  |  |  |  |  |
| 7  | LTU | KP | Rokas Rusys             |  |  |  |  |  |
| 8  | LTU | KP | Edvinas Mickevičius     |  |  |  |  |  |

| 14 | LTU | KP | Tomas Budrys              |  |  |  |  |  |
| 17 | LTU | KP | Vilius Butkus             |  |  |  |  |  |
| 18 | LTU | KP | Mantas Gedminas           |  |  |  |  |  |
| 20 | ITA | KP | Vinicius Sarturi Hess ̺    |  |  |  |  |  |
| 22 | BRA | KP | Antonny Pietro Cancilieri |  |  |  |  |  |
| 23 | LTU | KP | Mantas Rusys              |  |  |  |  |  |
| 32 | LTU | KP | Marius Skirmantas         |  |  |  |  |  |
| 69 | LTU | KP | Nojus Bumblauskas         |  |  |  |  |  |
|    |     |    |                           |  |  |  |  |  |
| 6  | LTU | CS | Laurynas Gaudėšius        |  |  |  |  |  |
| 10 | LTU | CS | Deimantas Valauskas       |  |  |  |  |  |

## Edzők
- Algis Petkus (2021–)

## Külső hivatkozások
- Hivatalos weboldal (litvánul)
- (Facebook)